# Ippei Saga
Ippei Saga (jap. 佐賀 一平, Saga Ippei; * 20. Mai 1980 in Hokkaido) ist ein ehemaliger japanischer Fußballspieler.

## Karriere
Saga erlernte das Fußballspielen in der Schulmannschaft der Fujieda Higashi High School. Seinen ersten Vertrag unterschrieb er 1999 bei den Consadole Sapporo. Der Verein spielte in der zweithöchsten Liga des Landes, der J2 League. 2000 wurde er mit dem Verein Meister der J2 League. Für den Verein absolvierte er sechs Spiele. 2001 wechselte er zum Ligakonkurrenten Montedio Yamagata. Für den Verein absolvierte er 28 Spiele. Danach spielte er bei den Okinawa Kariyushi FC. Ende 2004 beendete er seine Karriere als Fußballspieler.